# Calanthemis hauseri
Calanthemis hauseri es una especie de escarabajo longicornio del género Calanthemis, tribu Clytini, subfamilia Cerambycinae. Fue descrita científicamente por Jordan en 1904.

## Descripción
Mide 10 milímetros de longitud.

## Distribución
Se distribuye por Kenia.